# Прапор Буштина
Пра́пор Бушти́на затверджений 29 жовтня 2002 р. рішенням № 43 III сесії Буштинської селищної ради IV скликання.

## Опис
Квадратне зелене полотнище, посередині якого жовтий запалений смолоскип, у кутах — по жовтій восьмипроменевій зірці.

## Значення символів
Сюжет прапора пов'язаний з легендою про заснування поселення втікачами від феодального гноблення.

## Авторство
Автор — Василь Фірсов.